# Panrationalismus
Der Panrationalismus ist die erkenntnistheoretische Auffassung, dass es nur dann vernünftig ist, eine Behauptung zu vertreten, wenn sie durch den Rückgriff auf rationale Kriterien oder Autoritäten begründet werden kann. Der Panrationalismus neben dem Irrationalismus ist eine der beiden Hauptformen der Rechtfertigungsstrategie.
Nach William W. Bartley gibt es zwei Formen des Panrationalismus: Den Intellektualismus (manchmal auch Rationalismus genannt), für den die rationale Autorität im menschlichen Intellekt und im Vernunftvermögen liegt (Descartes mit seiner Letztbegründung cogito ergo sum ist der klassische Vertreter dieser Position); und den Empirismus, für den die rationale Autorität durch Sinneserfahrung erreicht wird („Sehen heißt glauben“). Bartley ist der Ansicht, dass der Intellektualismus zu weit und der Empirismus zu eng ist.
Bartley stellte dem Panrationalismus als Alternative den Pankritischen Rationalismus entgegen. Im Pankritischen Rationalismus gibt es kein Rationalitätskriterium für Aussagen. Bartley stellte sich insbesondere gegen die Behauptung, dass eine Position rational ist, wenn sie wahr, wahrscheinlich, offensichtlich, beweisbar, empirisch, verifizierbar, sinnvoll oder wissenschaftlich ist oder sonst irgendein Kriterium erfüllt. Rationalität betrifft demnach die Frage, wie eine Aussage vertreten wird, nicht, wo sie herkommt, was sie aussagt und welche Kriterien auf sie zutreffen. Rationalität ist die Bereitschaft, Positionen für Kritik offenzuhalten.